# Episodi di NCIS - Unità anticrimine (terza stagione)
La terza stagione della serie televisiva NCIS - Unità anticrimine è stata trasmessa in prima visione negli Stati Uniti d'America da CBS dal 20 settembre 2005 al 16 maggio 2006.
In Italia è stata trasmessa in anteprima assoluta su Rai 2, dal 29 ottobre 2006 al 14 gennaio 2007.
| nº | Titolo originale     | Titolo italiano           | Prima TV USA      | Prima TV Italia  |
| -- | -------------------- | ------------------------- | ----------------- | ---------------- |
| 1  | Kill Ari, Part 1 e 2 | Uccidete Ari, 1 e 2 parte | 20 settembre 2005 | 29 ottobre 2006  |
| 2  | Kill Ari, Part 1 e 2 | Uccidete Ari, 1 e 2 parte | 27 settembre 2005 | 29 ottobre 2006  |
| 3  | Mind Games           | Fine dei giochi           | 4 ottobre 2005    | 5 novembre 2006  |
| 4  | Silver War           | Una bara di ferro         | 11 ottobre 2005   | 5 novembre 2006  |
| 5  | Switch               | Scambio di identità       | 18 ottobre 2005   | 12 novembre 2006 |
| 6  | The Voyeur's Web     | Cena di compleanno        | 25 ottobre 2005   | 12 novembre 2006 |
| 7  | Honor Code           | Codice di accesso         | 1º novembre 2005  | 19 novembre 2006 |
| 8  | Under Covers         | Assassini                 | 8 novembre 2005   | 19 novembre 2006 |
| 9  | Frame Up             | Trappola per Tony         | 22 novembre 2005  | 20 novembre 2006 |
| 10 | Probie               | Pivello                   | 29 novembre 2005  | 20 novembre 2006 |
| 11 | Model Behaviour      | Pupe in divisa            | 13 dicembre 2005  | 26 novembre 2006 |
| 12 | Boxed In             | Cena italiana             | 10 gennaio 2006   | 26 novembre 2006 |
| 13 | Deception            | Inganno                   | 17 gennaio 2006   | 3 dicembre 2006  |
| 14 | Light Sleeper        | La dormiente              | 24 gennaio 2006   | 3 dicembre 2006  |
| 15 | Head Case            | Un problema di testa      | 7 febbraio 2006   | 10 dicembre 2006 |
| 16 | Family Secret        | Segreti di famiglia       | 28 febbraio 2006  | 10 dicembre 2006 |
| 17 | Ravenous             | Un feroce assassino       | 7 marzo 2006      | 17 dicembre 2006 |
| 18 | Bait                 | Esca                      | 14 marzo 2006     | 17 dicembre 2006 |
| 19 | Iced                 | Sepolti nel ghiaccio      | 4 aprile 2006     | 18 dicembre 2006 |
| 20 | Untouchable          | Intoccabile               | 18 aprile 2006    | 18 dicembre 2006 |
| 21 | Bloodbath            | Bagno di sangue           | 25 aprile 2006    | 7 gennaio 2007   |
| 22 | Jeopardy             | Un pugno pericoloso       | 2 maggio 2006     | 7 gennaio 2007   |
| 23 | Hiatus, Part 1 e 2   | L'attentato, 1 e 2 parte  | 9 maggio 2006     | 14 gennaio 2007  |
| 24 | Hiatus, Part 1 e 2   | L'attentato, 1 e 2 parte  | 16 maggio 2006    | 14 gennaio 2007  |

## Uccidete Ari, prima parte
- Titolo originale: Kill Ari, Part 1
- Diretto da: Dennis Smith
- Scritto da: Donald P. Bellisario

### Trama
Alcuni giorni dopo la morte dell'agente Kate Todd, la squadra si accorge a poco a poco che la donna non è stata presa per errore, ma Ari l'ha uccisa volontariamente. Ari stesso si apposta al di fuori della sede dell'NCIS e spara un colpo, mancando Abby e Tony. Le altre organizzazioni federali, però, non credono che la loro talpa possa aver ucciso Kate e, difatti, Gibbs non ha prove che lo possano confermare. Intanto il direttore Morrow si dimette e concede la medaglia d'onore a Kate.
Fanno la loro prima comparsa Jennifer Shepard, il nuovo direttore dell'NCIS di Washington ed ex compagna di squadra e di vita di Gibbs, e Ziva David, agente del Mossad il cui compito è impedire che Gibbs uccida Ari.
Quest'ultimo chiama il dottor Mallard e lo convince a incontrarlo da solo per raccontargli la sua versione dei fatti.
- Ascolti tv Italia: 2.961.000 telespettatori [2]

## Uccidete Ari, seconda parte
- Titolo originale: Kill Ari, Part 2
- Diretto da: James Whitmore Jr.
- Scritto da: Donald P. Bellisario

### Trama
Ari rapisce Ducky, mentre Tony scopre che Ziva ha consegnato un passaporto francese falso per Ari a un'altra ragazza con la stella di David al collo. Con abili stratagemmi, Ari riesce a sfuggire al pedinamento di Gibbs, facendogli uccidere un certo Mohamed Esfiri, terrorista statunitense, che viene trovato in possesso del Bravo 51 che ha ucciso l'agente Todd.
L'ovvia conclusione è che sia lui il cecchino e non Ari. L'istinto di Gibbs, però, gli suggerisce che Esfiri fosse lì proprio per sviare i sospetti da Ari.
Gibbs torna a casa e trova Ari nella sua cantina con in mano il fucile da cecchino che usava quando era un marine, lo stesso tipo di fucile che ha ucciso Kate. Egli gli confida che non avrebbe voluto sparare all'agente Todd, ma l'ha fatto per far soffrire Gibbs, che gli ricorda "quel bastardo" di suo padre. Confida di non essere una talpa in Hamas, ma un traditore, che desidera solo colpire al cuore del Mossad e di Israele. Un attimo prima che spari alla testa di Gibbs, Ari cade a terra, ucciso da Ziva. Inoltre, si scopre che Ari era il fratellastro di Ziva. Infine vengono celebrati i solenni funerali di Kate. Quest'ultima dice scherzosamente a Gibbs "Sei in ritardo al mio funerale" e Gibbs sorride sapendo di aver vendicato il suo agente.
- Ascolti tv Italia: 2.961.000 telespettatori [2]

## Fine dei giochi
- Titolo originale: Mind Games
- Diretto da: William Webb
- Scritto da: Jeffrey Kirkpatrick e John Kelley

### Trama
Un maniaco condannato a morte chiede di poter parlare con Gibbs dopo dieci anni dalla sua cattura. Per Gibbs è forse l'ultima occasione per trovare i cadaveri. Ma un emulatore rapisce l'agente Cassidy.
- Ascolti tv Italia: 2.215.000 telespettatori [3]

## Una bara di ferro
- Titolo originale: Silver War
- Diretto da: Terrence O'Hara
- Scritto da: John C. Kelley e Joshua Lurie

### Trama
Il cadavere di un marine viene ritrovato all'interno di una bara risalente all'epoca della Guerra di secessione. Nel frattempo, Ziva David viene assegnata alla squadra di Gibbs come agente di collegamento fra NCIS e Mossad.
- Ascolti tv Italia: 2.792.000 telespettatori [3]

## Scambio di identità
- Titolo originale: Switch
- Diretto da: Thomas J. Wright
- Scritto da: Gil Grant

### Trama
La squadra si trova a indagare sulla morte di un sottufficiale della marina. Ma ben presto, un secondo uomo afferma di essere lui ad avere quel nome. Si indaga, dunque, su un caso di furto d'identità.
- Ascolti tv Italia: 2.320.000 telespettatori [4]

## Cena di compleanno
- Titolo originale: The Voyeur's Web
- Diretto da: Dennis Smith
- Scritto da: David J. North

### Trama
La squadra indaga su un uomo scomparso che sembra essere legato a un sito di pornografia. Abby viene affiancata da Chip Sterling, il suo nuovo assistente.
- Ascolti tv Italia: 3.006.000 telespettatori [4]

## Codice di accesso
- Titolo originale: Honor Code
- Diretto da: Colin Bucksey
- Scritto da: Christopher Silber

### Trama
Un tenente della marina, che conosce i codici di accesso a un progetto segreto denominato Onore, viene rapito. Il team indaga per salvaguardare la sicurezza nazionale. Gibbs fa amicizia con il figlio della vittima, molto legato al padre.
- Ascolti tv Italia: 2.262.000 telespettatori [5]

## Assassini
- Titolo originale: Under Covers
- Diretto da: Terrence O'Hara
- Scritto da: John C. Kelley e Joshua Lurie

### Trama
Ziva e Tony assumono l'identità di due sicari morti in un incidente d'auto per scoprire chi li aveva ingaggiati; mentre indagano, sono sempre più attratti l'uno dall'altra. Ducky esamina i corpi per scoprire dettagli che permettano ai due agenti di perfezionare la propria interpretazione, mentre McGee finge di essere un cameriere dell'albergo per supportare le indagini dall'interno. 
Si scopre presto che anche l'FBI sorveglia Tony e Ziva tramite due agenti (credendo erroneamente che siano proprio i due assassini), cosa che provoca un possibile contrasto tra l'NCIS e l'FBI, che viene sistemato da Gibbs e Fornell i quali, in realtà amici, fingono antipatia reciproca in pubblico. 
Alla fine, viene alla luce che i due assassini erano il vero bersaglio, poiché avevano deciso di ritirarsi dalle attività criminali, essendo la donna incinta, e di voler condurre una vita onesta dopo un ultimo colpo per mettere da parte abbastanza denaro per ricominciare da capo, e la loro assicurazione, un file microscopico contenente tutti i dati sui loro clienti, è il vero obiettivo dei clienti dei tre killer assoldati per ucciderli. I due vengono legati e Tony picchiato; due dei tre killer vengono fermati da Gibbs e McGee, mentre l'ultimo, in procinto di uccidere Tony, viene fermato dallo stesso DiNozzo, che riesce ugualmente a difendersi malgrado fosse legato a una sedia.
- Ascolti tv Italia: 3.448.000 telespettatori [5]

## Trappola per Tony
- Titolo originale: Frame Up
- Diretto da: Thomas J. Wright
- Scritto da: Gil Grant

### Trama
Tony è accusato dell'omicidio di una donna il cui corpo è stato trovato a Quantico. Le prove sono schiaccianti e l'NCIS deve dimostrare il contrario. Abby più di ogni altro lavora senza sosta per riuscire a scagionare l'amico e, grazie ai suoi sforzi uniti a quelli della squadra, viene dimostrata l'innocenza di Tony. Quando riesce a scoprire il DNA del responsabile, però, Abby si ritrova minacciata da Chip, il colpevole, che si è fatto assumere all'NCIS per rovinare la vita a Tony dopo che quest'ultimo, quando indagò sull'azienda dove Chip lavorava e nella quale scoprì un crimine, aveva causato collateralmente il suo licenziamento. Quando Gibbs si rende conto di chi sia il colpevole, la squadra si precipita nel laboratorio, trovando però Chip picchiato, legato e imbavagliato col nastro adesivo dalla stessa Abby che chiede di tornare a lavorare da sola.
- Ascolti tv Italia: 3.155.000 telespettatori [6]

## Pivello
- Titolo originale: Probie
- Diretto da: Terrence O'Hara
- Scritto da: George Schenck e Frank Cardea

### Trama
McGee, mentre si trova in servizio, uccide un poliziotto in incognito. Ma McGee è innocente e l'NCIS deve dimostrarlo.
- Ascolti tv Italia: 3.673.000 telespettatori [6]

## Pupe in divisa
- Titolo originale: Model Behavior
- Diretto da: Stephen Cragg
- Scritto da: David J. North

### Trama
Mentre si sta girando un reality show in una base della marina, una modella viene trovata morta e la squadra NCIS è chiamata per trovare il colpevole.
- Ascolti tv Italia: 2.704.000 telespettatori [7]

## Cena italiana
- Titolo originale: Boxed in
- Diretto da: Dennis Smith
- Scritto da: Dana Coen

### Trama
Mentre indagano in un cantiere navale in cerca di armi di contrabbando, Tony e Ziva scompaiono. Intanto, i due stavano discutendo sul perché Ziva non abbia invitato Tony a cena la sera prima.
- Ascolti tv Italia: 3.511.000 telespettatori [7]

## Inganno
- Titolo originale: Deception
- Diretto da: Leslie Libman
- Scritto da: Jack Bernstein

### Trama
Un ufficiale incaricato di spedire un carico di barre di uranio viene rapito e lo riesce a comunicare, ma poi sparisce del tutto e l'NCIS deve trovarlo prima che sia troppo tardi.
- Ascolti tv Italia: 2.798.000 telespettatori [8]

## La dormiente
- Titolo originale: Light Sleeper
- Diretto da: Colin Bucksey
- Scritto da: Christopher Silber

### Trama
La squadra indaga sull'omicidio delle mogli di due marine e deve trovare l'assassino prima che colpisca di nuovo.
- Ascolti tv Italia: 3.992.000 telespettatori [8]

## Un problema di testa
- Titolo originale: Head Case
- Diretto da: Dennis Smith
- Scritto da: George Schenck e Frank Cardea

### Trama
La squadra indaga su un furto d'auto e trova nel bagagliaio di una delle auto rubate la testa di un ufficiale, il cui corpo risultava essere stato cremato.
- Ascolti tv Italia: 2.524.000 telespettatori [9]

## Segreti di famiglia
- Titolo originale: Family Secret
- Diretto da: James Whitmore Jr.
- Scritto da: Steven D. Binder

### Trama
Un'ambulanza si incendia mentre trasporta la salma di un marine, ma non si tratta di un incidente e la squadra è chiamata a scoprire il movente.
- Ascolti tv Italia: 3.675.000 telespettatori [9]

## Un feroce assassino
- Titolo originale: Ravenous
- Diretto da: Thomas J. Wright
- Scritto da: Richard Arthur

### Trama
Durante una visita guidata in un parco nazionale, un ranger ritrova un marine divorato da un orso. Le indagini porteranno la squadra alla ricerca di un serial killer.
- Ascolti tv Italia: 2.968.000 telespettatori [10]

## Esca
- Titolo originale: Bait
- Diretto da: Terrence O'Hara
- Scritto da: Laurence Walsh

### Trama
Il quindicenne Cody, figlio di un militare, preso di mira da un bullo, un giorno si presenta a scuola con una bomba attaccata al petto e prende in ostaggio una classe della sua scuola. Gibbs si introduce al posto di una compagna uscita dalla classe per prendere l'inalatore di un'altra compagna sofferente di asma.
Ben presto, la squadra scopre che la madre pare sia morta un anno prima (anche se lui dice di averla vista due mesi prima), e che Cody e la sua bomba sono controllati da qualcuno all'esterno.
In seguito, troveranno i colpevoli e si viene a sapere che la madre di Cody, a causa di testimonianze contro il cartello colombiano della droga, ha dovuto fingersi morta per non far accadere nulla ai suoi familiari.
- Ascolti tv Italia: 4.578.000 telespettatori [10]

## Sepolti nel ghiaccio
- Titolo originale: Iced
- Diretto da: Dennis Smith
- Scritto da: Dana Coen

### Trama
Due ragazzini trovano un corpo sepolto sotto una lastra di ghiaccio; poi si scopre che i corpi erano quattro: un marine e tre appartenenti a una gang.
- Ascolti tv Italia: 2.853.000 telespettatori [11]

## Intoccabile
- Titolo originale: Untouchable
- Diretto da: Leslie Libman
- Scritto da: George Schenck e Frank Cardea

### Trama
L'NCIS indaga su una fuga di notizie top secret e scopre che la talpa si è suicidata, ma non tutti i suicidi sono veramente tali.
- Guest star: Nina Foch (Victoria Mallard)
- Ascolti tv Italia: 3.819.000 telespettatori [11]

## Bagno di sangue
- Titolo originale: Bloodbath
- Diretto da: Dennis Smith
- Scritto da: Steven D. Binder

### Trama
La squadra si trova a indagare in un appartamento in cui è stato compiuto un brutale omicidio. La valigetta contenente cocaina fa pensare a una consegna andata male. Abby, intanto, è coinvolta in un'indagine in cui deve testimoniare. Mentre McGee le fa visita nel laboratorio, rischiano entrambi di morire a causa dell'acido cianidrico proveniente dalla cocaina che la ragazza stava analizzando. Gibbs si occupa immediatamente del caso e mette Abby sotto protezione, costringendola a dormire a casa di McGee. Si scopre così che Abby, in passato, aveva frequentato un giovane, Michael, che ripuliva scene del crimine. Quest'ultimo era stato allontanato sotto diffida di Abby stessa. Seguiranno una serie di persecuzioni da parte di Michael che spingeranno la ragazza a rimanere chiusa nell'ascensore dell'NCIS. Ben presto, si scoprirà, però, che Michael era solo un diversivo. In realtà, il responsabile è l'imputato in un caso di sottrazione di denaro da una cassaforte e di cui Abby è la sola testimone d'accusa, che ha organizzato il bagno di sangue e, dopo il fallimento dell'avvelenamento, ha assoldato un killer per ucciderla mentre si dirigeva in tribunale. Gibbs e Tony accorrono in suo aiuto, finendo per trovare Abby che mette fuori combattimento il killer con un tirapugni e un taser. Il processo vede ritenuta insufficiente la testimonianza di Abby, ma, subito dopo l'assoluzione, l'imputato viene arrestato grazie alla testimonianza del killer che aveva assoldato.
- Ascolti tv Italia: 3.515.000 telespettatori [12]

## Un pugno pericoloso
- Titolo originale: Jeopardy
- Diretto da: James Whitmore Jr.
- Scritto da: David J. North

### Trama
L'NCIS arresta un trafficante di droga e, siccome non voleva entrare in ascensore, Ziva lo colpisce con un pugno alla giugulare e questo muore, ma Ziva dichiara che il pugno non era abbastanza forte da uccidere. Intanto, il direttore Shepard viene rapita dal fratello del morto, che vuole che gli sia restituita la droga e sia rilasciato il fratello.
- Ascolti tv Italia: 4.436.000 telespettatori [12]

## L'attentato, prima parte
- Titolo originale: Hiatus, Part 1
- Diretto da: Dennis Smith
- Scritto da: Donald P. Bellisario

### Trama
Mentre l'NCIS sta indagando su una nave turca, Gibbs viene investito da un'esplosione, nella quale rimane ucciso un agente dell'NCIS sotto copertura. Gibbs viene portato all'ospedale in coma e sogna la morte di sua moglie e sua figlia.
- Ascolti tv Italia: 3.606.000 telespettatori [13]

## L'attentato, seconda parte
- Titolo originale: Hiatus, Part 2
- Diretto da: Dennis Smith
- Scritto da: Donald P. Bellisario

### Trama
Gibbs si risveglia dal coma, ma non ricorda nulla degli ultimi 15 anni. In suo aiuto arriva il suo ex mentore, Mike Franks, chiamato dalla direttrice Shepard direttamente dal Messico, dove egli vive da undici anni dopo essere andato in pensione. Si scopre che Gibbs aveva una moglie, Shannon, e una figlia, Kelly, di cui nessuno sapeva nulla, nemmeno l'amico di vecchia data, Ducky. Nel 1991, mentre Gibbs era in guerra in Kuwait, le due furono uccise da Pedro Hernandez, un trafficante d'armi contro cui Shannon doveva testimoniare: Hernandez sparò all'agente che guidava l'auto in cui le due stavano viaggiando, uccidendolo; Shannon e Kelly (8 anni) morirono nell'impatto. Gibbs, tornato a Washington dopo essere rimasto ferito e in coma, conobbe Mike, che stava indagando sul caso della moglie e della figlia; quest'ultimo gli fece leggere il fascicolo dell'uomo che le aveva uccise, in modo che Gibbs potesse compiere la sua vendetta. Dopo aver ricevuto la visita di Ziva, Gibbs recupera definitivamente la memoria e torna all'NCIS, pronto a sventare il piano terroristico di Pin Pin Pula, ma non viene ascoltato; decide così di dare le dimissioni, affidare la squadra a Tony e raggiungere il suo mentore in Messico.
- Ascolti tv Italia: 3.606.000 telespettatori [13]